# Argentinische Männer-Handballnationalmannschaft
Die argentinische Männer-Handballnationalmannschaft repräsentiert den Handballverband Argentiniens als Auswahlmannschaft auf internationaler Ebene bei Länderspielen im Handball gegen Mannschaften anderer nationaler Verbände.

## Geschichte
Die Confederación Argentina de Handball (CAH) wurde 1921 gegründet ist der älteste Handballverband der Welt. Die CAH ist seit 1954 Mitglied in der Internationalen Handballföderation (IHF) und seit 2019 in der Süd- und zentralamerikanischen Handballkonföderation (SCAHC).
Das erste offizielle Länderspiel der Männer wurde am 16. August 1971 gegen Brasilien ausgetragen. An den kontinentalen Panamerikameisterschaften nahm die Mannschaft zwischen 1980 und 2018 bei 16 von 18 Turnieren teil, von denen sie sieben Ausgaben gewann. Nach der Aufteilung der Pan-American Team Handball Federation in zwei Verbände im Jahr 2019 nimmt sie an der Süd- und zentralamerikanischen Handballmeisterschaft teil, deren erste Austragung sie 2020 gewann. Seit 1987 nahm die Auswahl an allen Panamerikaspielen teil, bei denen sie 2011 und 2019 die Goldmedaille gewann. Bei den Südamerikaspielen holte sie dreimal Gold.
Als Zweitplatzierte der Panamerikameisterschaft 1996 qualifizierte sich Argentinien erstmals für eine Weltmeisterschaft. Seither trat sie bei jeder Weltmeisterschaft teil. Das bisher beste Ergebnis erreichte sie mit dem 11. Platz bei der Weltmeisterschaft 2021. Für die Olympischen Spiele qualifizierte sie sich 2012 zum ersten Mal. Bei ihren drei Teilnahmen kam sie nicht über die Vorrunde hinaus.
Der langjährige Kapitän Gonzalo Carou teilt sich den Rekord für die meisten Teilnahmen an Weltmeisterschaften (11) mit dem Ägypter Mohamed Bakir El-Nakib.

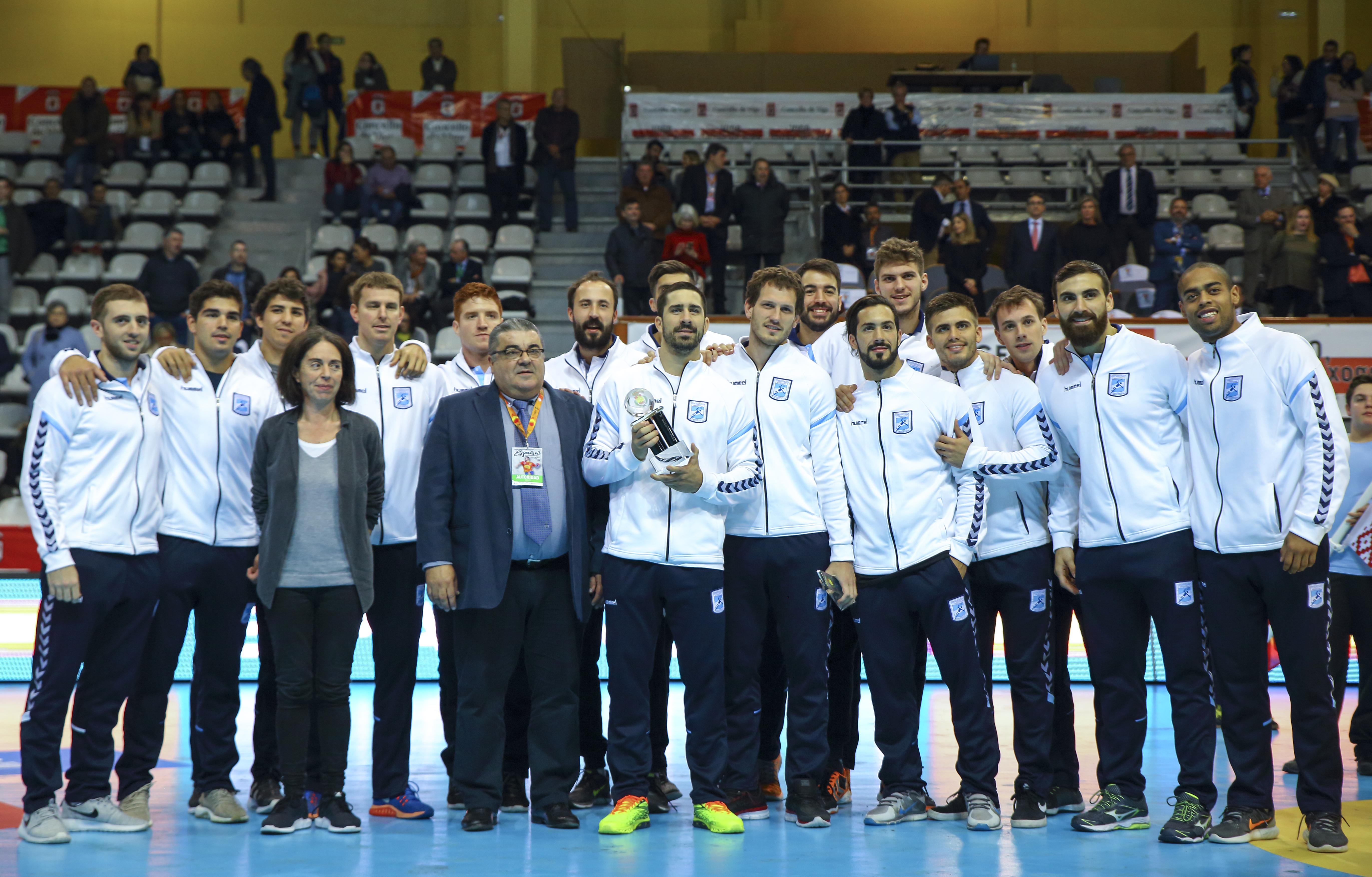
Die Nationalmannschaft am 7. Januar 2018 bei einem Turnier in Spanien.

## Internationale Großereignisse

### Olympische Spiele
- Olympische Sommerspiele 1972 bis 2008: nicht qualifiziert
- Olympische Spiele 2012: 10. Platz (von 12 Mannschaften)

Kader: Matías Carlos Schulz (5 Spiele/0 Tore), Federico Gastón Fernández (5/13), Federico Pizarro (5/15), Sebastián Simonet (5/14), Pablo Sebastián Portela (5/0), Diego Simonet (5/21), Andrés Kogovsek (5/6), Mariano Cánepa (1/1), Leonardo Facundo Querín (5/1), Federico Matías Vieyra (5/6), Guido Riccobelli (5/12), Fernando Gabriel García (5/0), Gonzalo Carou (5/8), Damián Migueles (5/10), Juan Manuel Vázquez (4/6). Trainer: Eduardo Gallardo.
- Olympische Spiele 2016: 10. Platz (von 12 Mannschaften)

Kader: Matías Carlos Schulz (5 Spiele/0 Tore), Federico Gastón Fernández (5/23), Federico Pizarro (5/22), Sebastián Simonet (5/6), Pablo Sebastián Portela (5/6), Pablo Simonet (5/21), Leonardo Facundo Querín (5/1), Federico Matías Vieyra (5/10), Fernando Gabriel García (5/0), Juan Pablo Fernández (5/5), Agustín Vidal (5/7), Gonzalo Carou (5/3), Adrián Portela (5/1), Pablo Vainstein (5/5). Trainer: Eduardo Gallardo.
- Olympische Spiele 2020: 12. Platz (von 12 Mannschaften)

Kader: Federico Gastón Fernández (4 Spiele/4 Tore), Federico Pizarro (3/4), Sebastián Simonet (5/7), Diego Simonet (4/19), Ignacio Pizarro (5/19), Pablo Simonet (5/11), Santiago Baronetto (1/3), Lucas Moscariello (5/15), Gonzalo Carou (4/3), Pedro Martinez Cami (4/8), Ramiro Martínez (5/17), Gastón Mouriño (5/8), Pablo Vainstein (5/2), Leonel Maciel (5/1), Nicolás Bonanno (5/4), Juan Bar (5/0). Trainer:  Manolo Cadenas.
- Olympische Spiele 2024: 12. Platz (von 12 Mannschaften)

Kader: Juan Bar (5 Spiele / 0 Tore), Nicolás Bonanno (5/1), Nicolás Bono (5/7), Federico Fernández (5/7), Guillermo Fischer (2/0), Leonel Maciel (5/0), Pedro Martínez Cami (5/6), Lucas Moscariello (5/15), Gastón Mouriño (5/5), Andrés Moyano (5/13), James Parker (5/24), Federico Pizarro (5/16), Ignacio Pizarro (5/12), Diego Simonet (2/7), Pablo Simonet (5/18). Trainer: Guillermo Milano

### Weltmeisterschaften
- Weltmeisterschaften 1938 bis 1995: nicht teilgenommen oder nicht qualifiziert
- Weltmeisterschaft 1997: 22. Platz (von 24 Mannschaften)

Kader: Sebastián Belinky, Pablo Buceta, Christian Canzoniero, Gabriel Canzoniero, Gustavo Fernández, Alejandro García, Eric Gull, Rodolfo Jung, Andrés Kogovsek, Martiniano Molina, Roberto Morlacco, Cristian Plati, Alejandro Smith, Pablo Sznitowski, Gonzalo Viscovich, Martín Viscovich. Trainer:  Roberto Casuso.
- Weltmeisterschaft 1999: 21. Platz (von 24 Mannschaften)

Kader: Pablo Buceta, Christian Canzoniero, Gabriel Canzoniero, Fernando Cesio, Lucas Cruz Guerra, Gustavo Fernández, Alejandro García, Eric Gull, Christian Hanjsek, Andrés Kogovsek, Martiniano Molina, Roberto Morlacco, Ignacio Palladino, Cristian Plati, Gonzalo Viscovich, Martín Viscovich. Trainer: Mauricio Torres.
- Weltmeisterschaft 2001: 15. Platz (von 24 Mannschaften)

Kader: Federico Besasso, Christian Canzoniero, Gonzalo Carou, Sergio Crevatín, Lucas Cruz Guerra, Eric Gull, Rodolfo Jung, Andrés Kogovsek, Alejandro Mariné, Roberto Morlacco, Germán Pardales, Cristian Plati, Leonardo Facundo Querín, Gonzalo Viscovich, Martín Viscovich, Javier Zago. Trainer: Mauricio Torres.
- Weltmeisterschaft 2003: 17. Platz (von 24 Mannschaften)

Kader: Christian Canzoniero, Gonzalo Carou, Alejo Carrara, Bruno Civelli, Sergio Crevatín, Lucas Cruz Guerra, Fernando Gabriel García, Eric Gull, Rodolfo Jung, Andrés Kogovsek, Alejandro Mariné, Roberto Morlacco, Cristian Plati, Leonardo Facundo Querín, Gonzalo Viscovich, Martín Viscovich. Trainer: Mauricio Torres.
- Weltmeisterschaft 2005: 18. Platz (von 24 Mannschaften)

Kader: Matías Carlos Schulz (5 Spiele/0 Tore), Sergio Crevatín (5/5), Gonzalo Alonso (1/0), Matías Lima (4/2), Martín Viscovich (5/12), Santiago Acetti (5/15), Andrés Kogovsek (5/11), Eric Gull (5/29), Alejo Carrara (3/4), Bruno Civelli (5/13), Alejandro Mariné (4/9), Ezequiel Pardales (5/2), Gonzalo Viscovich (4/12), Gonzalo Carou (5/15), Fernando Gabriel García (5/0), Leonardo Facundo Querín (4/4). Trainer:  Jordi Ribera.
- Weltmeisterschaft 2007: 16. Platz (von 24 Mannschaften)

Kader: Matías Carlos Schulz (4 Spiele/0 Tore), Sergio Crevatín (6/4), Matías Lima (5/11), Juan Ojea (5/8), Carlos Arias (5/0), Alejo Carrara (6/9), Leonardo Facundo Querín (6/10), Bruno Civelli (5/15), Facundo Torres (6/24), Fernando Gabriel García (5/0), Federico Besasso (6/9), Gonzalo Carou (6/10), Germán Pardales (3/0), Damián Migueles (6/14), Federico Pizarro (6/14), Mariano Castro (4/10). Trainer: Mauricio Torres.
- Weltmeisterschaft 2009: 18. Platz (von 24 Mannschaften)

Kader: Matías Carlos Schulz (9 Spiele/0 Tore), Sergio Crevatín (9/17), Federico Pizarro (8/30), Sebastián Simonet (9/20), Pablo Sebastián Portela (9/15), Andrés Kogovsek (9/35), Eric Gull (5/16), Leonardo Facundo Querín (8/7), Mariano Castro (9/7), Facundo Torres (7/25), Fernando Gabriel García (9/0), Juan Pablo Fernández (5/4), Agustín Vidal (8/17), Gonzalo Carou (8/4), Damián Migueles (7/22), Gonzalo Viscovich (7/12). Trainer: Eduardo Gallardo.
- Weltmeisterschaft 2011: 12. Platz (von 24 Mannschaften)

Kader: Matías Carlos Schulz (9 Spiele/0 Tore), Federico Gastón Fernández (9/40), Federico Pizarro (9/23), Sebastián Simonet (9/23), Pablo Sebastián Portela (9/2), Diego Simonet (9/31), Andrés Kogovsek (9/17), Mariano Cánepa (9/8), Leonardo Facundo Querín (9/4), Federico Matías Vieyra (9/26), Maximiliano Ferro (9/8), Fernando Gabriel García (9/0), Juan Pablo Fernández (9/15), Agustín Vidal (9/13), Gonzalo Carou (9/13), Damián Migueles (9/12). Trainer: Eduardo Gallardo.
- Weltmeisterschaft 2013: 18. Platz (von 24 Mannschaften)

Kader: Matías Carlos Schulz (7 Spiele/0 Tore), Federico Gastón Fernández (7/18), Federico Pizarro (7/18), Sebastián Simonet (6/24), Pablo Sebastián Portela (7/1), Diego Simonet (4/23), Leonardo Facundo Querín (7/5), Federico Matías Vieyra (7/23), Guido Riccobelli (7/6), Juan Pablo Fernández (5/3), Agustín Vidal (2/1), Gonzalo Carou (7/11), Leonel Maciel (5/0), Adrián Portela (7/3), Pablo Vainstein (5/7), Pablo Simonet (7/20), Mariano Castro (1/1), Francisco Schiaffino (6/5). Trainer: Eduardo Gallardo.
- Weltmeisterschaft 2015: 12. Platz (von 24 Mannschaften)

Kader: Matías Carlos Schulz (6 Spiele/0 Tore), Federico Gastón Fernández (6/22), Federico Pizarro (6/37), Sebastián Simonet (6/21), Pablo Sebastián Portela (1/1), Diego Simonet (6/18), Facundo Cangiani (6/6), Pablo Simonet (6/10), Leonardo Facundo Querín (6/5), Federico Matías Vieyra (6/11), Fernando Gabriel García (6/0), Juan Pablo Fernández (6/9), Agustín Vidal (6/1), Gonzalo Carou (6/8), Adrián Portela (6/0), Sergio Crevatín (6/3). Trainer: Eduardo Gallardo.
- Weltmeisterschaft 2017: 18. Platz (von 24 Mannschaften)

Kader: Matías Carlos Schulz (7 Spiele/0 Tore), Federico Gastón Fernández (7/39), Federico Pizarro (7/18), Sebastián Simonet (7/18), Pablo Sebastián Portela (7/1), Diego Simonet (4/7), Pablo Simonet (7/14), Leonardo Facundo Querín (7/1), Federico Matías Vieyra (7/27), Lucas Moscariello (7/7), Fernando Gabriel García (7/0), Juan Pablo Fernández (7/9), Gonzalo Carou (7/4), Adrián Portela (7/0), Julián Souto Cueto (7/2), Sebastien Dechamps (3/1), Pablo Vainstein (7/6). Trainer: Eduardo Gallardo.
- Weltmeisterschaft 2019: 17. Platz (von 24 Mannschaften)

Kader: Matías Carlos Schulz (7 Spiele/0 Tore), Federico Gastón Fernández (6/34), Sebastián Simonet (7/16), Ignacio Pizarro (7/9), Pablo Simonet (7/20), Santiago Baronetto (7/17), Federico Matías Vieyra (7/12), Lucas Moscariello (7/16), Juan Pablo Fernández (7/4), Gonzalo Carou (6/1), Manuel Crivelli (7/17), Guillermo Fischer (7/3), Ramiro Martínez (7/8), Gastón Mouriño (7/5), Leonel Maciel (7/0), Nicolás Bonanno (7/11). Trainer:  Manolo Cadenas.
- Weltmeisterschaft 2021: 11. Platz (von 32 Mannschaften)

Kader: Federico Gastón Fernández (6 Spiele/13 Tore), Federico Pizarro (6/32), Sebastián Simonet (5/12), Pablo Vainstein (5/2), Diego Simonet (4/15), Ignacio Pizarro (6/6), Pablo Simonet (5/5), Santiago Baronetto (5/12), Lucas Moscariello (6/21), Gonzalo Carou (6/2), Manuel Crivelli (1/1), Guillermo Fischer (4/1), Pedro Martínez Cami (6/9), Ramiro Martínez (6/8), Gastón Mouriño (6/5), Agustín Forlino Coul (0/0), Leonel Maciel (6/1), Santiago Cánepa (1/1), Nicolás Bonanno (6/2), Juan Bar (6/0). Trainer:  Manolo Cadenas.
- Weltmeisterschaft 2023: 19. Platz (von 32 Mannschaften)

Kader: Federico Pizarro (5 Spiele/7 Tore), Pablo Vainstein (6/3), Diego Simonet (6/28), Ignacio Pizarro (5/18), Pablo Simonet (6/18), Lucas Moscariello (6/5), Franco Gavidia (1/2), Francisco Lombardi (6/14), Gonzalo Carró Castro (6/2), Pedro Martínez Cami (6/12), Ramiro Martínez (6/16), Facundo Cangiani (6/6), James Lewis Parker (6/8), Fabrizio Casanova (3/1), Santiago Barceló (4/1), Leonel Maciel (6/0), Nicolás Bonanno (6/0), Juan Bar (6/1). Trainer: Guillermo Milano.
- Weltmeisterschaft 2025: qualifiziert

#### B- und C-Weltmeisterschaften
Bei den B- und C-Weltmeisterschaften, die zwischen 1976 und 1992 zur Qualifikation für Weltmeisterschaften und Olympische Sommerspiele dienten, nahm Argentinien nur 1992 teil.
- B-Weltmeisterschaft 1992: 16. Platz (von 16 Mannschaften)

Kader: Walter Arzola, Pablo Buceta, Gabriel Canzoniero, Gustavo Fernández, Juan Jung, Martín Kockritz, Germán Lódola, Daniel Melo, Roberto Morlacco, Gonzalo Osores Soler, Jaime Perczyk, Juan Martín Rinaldi, Juan Sánchez, Marcelo Schmidt, Claudio Strafe, Marcelo Taverna. Trainer: ?.

### Panamerikameisterschaften
An der Handball-Panamerikameisterschaft der Männer nahm Argentinien 16-mal teil. Sie diente als Qualifikation zur Handball-Weltmeisterschaft der Männer. Die Panamerikameisterschaften wurden 2020 abgelöst von den Süd- und zentralamerikanischen Handballmeisterschaften und den Nordamerikanischen und karibischen Handballmeisterschaften.
- Panamerikameisterschaft 1980: 5. Platz (von 6 Mannschaften)
- Panamerikameisterschaft 1981: 4. Platz (von 7 Mannschaften)
- Panamerikameisterschaft 1983: nicht teilgenommen
- Panamerikameisterschaft 1985: 5. Platz (von 6 Mannschaften)
- Panamerikameisterschaft 1989: nicht teilgenommen
- Panamerikameisterschaft 1994: 4. Platz (von 7 Mannschaften)
- Panamerikameisterschaft 1996:  2. Platz (von 8 Mannschaften)
- Panamerikameisterschaft 1998:  2. Platz (von 9 Mannschaften)
- Panamerikameisterschaft 2000:  1. Platz (von 8 Mannschaften)

Kader: Christian Canzoniero, Javier Zago, Germán Pardales, Cristian Plati, Martiniano Molina, Gonzalo Viscovich, Andrés Kogovsek, Federico Besasso, Mariano Larre, Eric Gull, Alejandro Mariné, Pablo Ojea, Sergio Crevatín, Gonzalo Carou, Fernando Cesio, Leonardo Facundo Querín. Trainer: Mauricio Torres.
- Panamerikameisterschaft 2002:  1. Platz (von 8 Mannschaften)

Kader: Christian Canzoniero, Lucas Cruz Guerra, Germán Pardales, Cristian Plati, Martiniano Molina, Gonzalo Viscovich, Andrés Kogovsek, Federico Besasso, Martín Viscovich, Eric Gull, Roberto Morlacco, Rodolfo Jung, Sergio Crevatín, Gonzalo Carou, Bruno Civelli, Alejo Carrara. Trainer: Mauricio Torres.
- Panamerikameisterschaft 2004:  1. Platz (von 8 Mannschaften)

Kader: Matías Carlos Schulz, Francisco Puebla, Juan De Arma, Fernando Gabriel García, Matías Lima, Mariano Larre, Bruno Ferrari, Federico Besasso, Leonardo Facundo Querín, Damián Migueles, Juan Ojea, Marcelo Vieyra, Sergio Crevatín, Gonzalo Carou, Bruno Civelli, Hernán Romano. Trainer: Mauricio Torres.
- Panamerikameisterschaft 2006:  2. Platz (von 8 Mannschaften)
- Panamerikameisterschaft 2008:  2. Platz (von 7 Mannschaften)
- Panamerikameisterschaft 2010:  1. Platz (von 8 Mannschaften)

Kader: Matías Carlos Schulz, Fernando Gabriel García, Federico Gastón Fernández, Mariano Cánepa, Sebastián Simonet, Pablo Sebastián Portela, Diego Simonet, Andrés Kogovsek, Pablo Vainstein, Maximiliano Ferro, Leonardo Facundo Querín, Eric Gull, Cristian Plati, Juan Pablo Fernández, Agustín Vidal, Gonzalo Carou. Trainer: Eduardo Gallardo.
- Panamerikameisterschaft 2012:  1. Platz (von 9 Mannschaften)

Kader: Matías Carlos Schulz, Federico Gastón Fernández, Federico Pizarro, Sebastián Simonet, Pablo Sebastián Portela, Diego Simonet, Andrés Kogovsek, Mariano Cánepa, Leonardo Facundo Querín, Federico Matías Vieyra, Guido Riccobelli, Fernando Gabriel García, Gonzalo Carou, Damián Migueles, Adrián Portela, Juan Manuel Vázquez. Trainer: Eduardo Gallardo.
- Panamerikameisterschaft 2014:  1. Platz (von 8 Mannschaften)

Kader: Matías Carlos Schulz, Federico Gastón Fernández, Federico Pizarro, Sebastián Simonet, Pablo Sebastián Portela, Diego Simonet, Facundo Cangiani, Leonardo Facundo Querín, Federico Matías Vieyra, Fernando Gabriel García, Juan Pablo Fernández, Gonzalo Carou, Damián Migueles, Adrián Portela, Pablo Simonet, Sergio Crevatín. Trainer: Eduardo Gallardo.
- Panamerikameisterschaft 2016:  3. Platz (von 12 Mannschaften)
- Panamerikameisterschaft 2018:  1. Platz (von 11 Mannschaften)

Kader: Matías Carlos Schulz, Federico Gastón Fernández, Federico Pizarro, Sebastián Simonet, Pablo Vainstein, Ignacio Pizarro, Pablo Simonet, Santiago Baronetto, Federico Matías Vieyra, Julian Souto Cueto, Gastón Mouriño, Juan Pablo Fernández, Lucas Moscariello, Leonel Maciel, Nicolás Bonanno, Gonzalo Carou. Trainer:  Manolo Cadenas.

### Süd- und zentralamerikanische Handballmeisterschaft
Seit der Austragung 2020 sind jeweils die besten drei Mannschaften der Süd- und zentralamerikanischen Handballmeisterschaft der Männer für die Weltmeisterschaft im Folgejahr qualifiziert.
- Süd- und zentralamerikanische Meisterschaft 2020:  1. Platz (von 6 Mannschaften)

Kader: Matías Carlos Schulz, Leonel Maciel, Federico Gastón Fernández, Ignacio Pizarro, Nicolás Bonanno, Pablo Simonet, Guillermo Fischer, Santiago Cánepa, Diego Simonet, Sebastián Simonet, Manuel Crivelli, Lucas Aizen, Federico Pizarro, Pablo Vainstein, Ramiro Martínez, Gonzalo Carou, Gastón Mouriño, Lucas Moscariello. Trainer:  Manolo Cadenas.
- Süd- und zentralamerikanische Meisterschaft 2022:  2. Platz (von 7 Mannschaften)

Kader: Leonel Maciel, Juan Bar, Federico Gastón Fernández, Ignacio Pizarro, Nicolás Bonanno, Diego Simonet, Guillermo Fischer, Federico Pizarro, Pablo Vainstein, Lucas Aizen, James Lewis Parker, Santiago Cánepa, Pedro Martínez Camí, Santiago Baronetto, Ramiro Martinez, Lucas Moscariello, Gastón Mouriño, Gonzalo Carró Castro. Trainer: Guillermo Milano.
- Süd- und zentralamerikanische Meisterschaft 2024: 2. Platz (von 6 Mannschaften)

### Panamerikanische Spiele
Bei den Panamerikanischen Spielen steht Handball seit 1987 im Programm.
- Panamerikanische Spiele 1987: nicht teilgenommen
- Panamerikanische Spiele 1991: 5. Platz (von 5 Mannschaften)
- Panamerikanische Spiele 1995:  3. Platz (von 6 Mannschaften)

Kader: Roberto Morlacco, Claudio Strafe, Andrés Kogovsek, Juan Martín Rinaldi, Pablo Sznitowski, Marcelo Taverna, Jaime Perczyk, Gabriel Canzoniero, Walter Arzola, Martín Viscovich, Pablo González, Daniel Salazar, Marcelo Schmit, Sebastián Miri, Gustavo Fernández, Leandro Sebele. Trainer: Enrique Menéndez.
- Panamerikanische Spiele 1999:  3. Platz (von 7 Mannschaften)
- Panamerikanische Spiele 2003:  2. Platz (von 8 Mannschaften)

Kader: Rodolfo Jung, Fernando Gabriel García, Sergio Crevatín, Alejo Carrara, Lucas Cruz Guerra, Martín Viscovich, Bruno Civelli, Andrés Kogovsek, Eric Gull, Cristian Plati, Alejandro Mariné, Christian Canzoniero, Federico Besasso, Gonzalo Viscovich, Gonzalo Carou, Mariano Larre. Trainer: ?.
- Panamerikanische Spiele 2007:  2. Platz (von 8 Mannschaften)

Kader: Matías Carlos Schulz, Sergio Crevatín, Federico Pizarro, Matías Lima, Mariano Castro, Maximiliano Ferro, Alejo Carrara, Leonardo Facundo Querín, Bruno Civelli, Facundo Torres, Fernando Gabriel García, Emiliano la Rosa, Gonzalo Carou, Germán Pardales, Damián Migueles. Trainer: ?.
- Panamerikanische Spiele 2011:  1. Platz (von 8 Mannschaften)

Kader: Matías Carlos Schulz, Fernando Gabriel García, Federico Gastón Fernández, Damián Migueles, Sebastián Simonet, Pablo Sebastián Portela, Diego Simonet, Andrés Kogovsek, Federico Pizarro, Federico Matías Vieyra, Leonardo Facundo Querín, Cristian Plati, Juan Pablo Fernández, Agustín Vidal, Gonzalo Carou. Trainer: Eduardo Gallardo.
- Panamerikanische Spiele 2015:  2. Platz (von 8 Mannschaften)

Kader: Matías Carlos Schulz, Federico Gastón Fernández, Federico Pizarro, Sebastián Simonet, Pablo Sebastián Portela, Diego Simonet, Pablo Simonet, Leonardo Facundo Querín, Federico Matías Vieyra, Fernando Gabriel García, Juan Pablo Fernández, Gonzalo Carou, Damián Migueles, Adrián Portela, Sergio Crevatín. Trainer: Eduardo Gallardo.
- Panamerikanische Spiele 2019:  1. Platz (von 8 Mannschaften)

Kader: Matías Carlos Schulz, Federico Gastón Fernández, Federico Pizarro, Sebastián Simonet, Pablo Vainstein, Diego Simonet, Ignacio Pizarro, Pablo Simonet, Santiago Baronetto, Lucas Moscariello, Gonzalo Carou, Guillermo Fischer, Leonel Maciel, Nicolás Bonanno. Trainer:  Manolo Cadenas.
- Panamerikanische Spiele 2023:  1. Platz (von 8 Mannschaften)

Kader: Juan Bar, Leonel Maciel, Nicolás Bono, Federico Pizarro, Santiago Baronetto, Pablo Simonet, Pedro Martínez Camí, Federico Gastón Fernández, Gastón Mouriño, James Lewis Parker, Diego Simonet, Ignacio Pizarro, Mariano Cánepa, Nicolás Bonanno. Trainer: Guillermo Milano.

### Südamerikaspiele
Bei den Südamerikaspielen steht Handball seit 2002 im Programm.
- Südamerikaspiele 2002:  1. Platz (von 5 Mannschaften)

Kader: Alejo Carrara, Andrés Kogovsek, Bruno Civelli, Cristian Plati, Eric Gull, Ezequiel Sánchez, Federico Besasso, Fernando Gabriel García, Gonzalo Viscovich, Grisel Giménez, Juan de Arma, Juan Ojea, Leonardo Facundo Querín, Martín Viscovich, Sergio Crevatín, Yesmil Verón.
- Südamerikaspiele 2006:  1. Platz (von 4 Mannschaften)

Kader: Alejandro Gabriel Sánchez, Sebastián Gonzalo Álvarez, Gonzalo Alonso, Carlos Manuel Arias, Matías Martín Lima, Juan Francisco Ojea, Martín Ariel Doldan, Federico Pizarro, Mariano Agustín Castro, Hernán Poncet, Federico Besasso, Lucas Andrés Moras, Nicolás Pinciroli, Damián Emmanuel Migueles. Trainer: unbekannt.
- Südamerikaspiele 2010:  2. Platz (von 5 Mannschaften)

Kader: Fernando Gabriel García, Leonel Maciel, Federico Gastón Fernández, Facundo Torres, Juan Pablo Fernández, Lucas Morás, Juan Manuel Vázquez, Pablo Sebastián Portela, Marco Arce, Diego Simonet, Sebastián Simonet, Federico Matías Vieyra, Andrés Kogovsek, Federico Pizarro, Mariano Cánepa, Francisco Schiaffino.
- Südamerikaspiele 2014:  2. Platz (von 7 Mannschaften)

Kader: Leonel Maciel, Adrián Portela, Federico Gastón Fernández, Pablo Sebastián Portela, Santiago Cánepa, Juan Pablo Fernández, Guido Riccobelli, Mariano Castro, Damián Migueles, Federico Pizarro, Pablo Vainstein, Santiago Baronetto, Sergio Crevatín, Francisco Schiaffino, Mariano Cánepa, Maximiliano Soliani. Trainer: Eduardo Gallardo.
- Südamerikaspiele 2018:  2. Platz (von 7 Mannschaften)

Kader: Matías Carlos Schulz, Leonel Maciel, Santiago Baronetto, Federico Pizarro, Federico Gastón Fernández, Pablo Simonet, Ignacio Pizarro, Lucas Moscariello, Sebastián Simonet, Pablo Vainstein, Federico Matías Vieyra, Gonzalo Carou, Gastón Mouriño, Julián Souto Cueto, Diego Simonet. Trainer:  Manolo Cadenas.
- Südamerikaspiele 2022:  1. Platz (von 5 Mannschaften)

Kader: Agustín Forlino, Diego Simonet, Federico Gastón Fernández, Federico Pizarro, Francisco Lombardi, Gonzalo Carro, James Lewis Parker, Lautaro Robledo, Leonel Maciel, Lucas Moscariello, Mariano Cánepa, Mauricio Basualdo, Nicolás Bonanno, Pablo Simonet, Pedro Martínez Cami, Santiago Baronetto. Trainer: Guillermo Milano.

## Spieler und Trainer

### Aktueller Kader
| Kader für die Olympischen Spiele 2024 | Kader für die Olympischen Spiele 2024 | Kader für die Olympischen Spiele 2024 | Kader für die Olympischen Spiele 2024 | Kader für die Olympischen Spiele 2024 | Kader für die Olympischen Spiele 2024 | Kader für die Olympischen Spiele 2024 |
| Nr.                                   | Name                                  | Geb.                                  | Pos.                                  | Lsp.                                  | Tore                                  | Verein                                |
| ------------------------------------- | ------------------------------------- | ------------------------------------- | ------------------------------------- | ------------------------------------- | ------------------------------------- | ------------------------------------- |
| 40                                    | Leonel Maciel                         | 03.09.1989                            | TH                                    | 131                                   | 17                                    | Bidasoa Irún                          |
| 87                                    | Juan Bar                              | 29.06.1987                            | TH                                    | 85                                    | 5                                     | Recoletas Atlético Valladolid         |
| 02                                    | Federico Gastón Fernández             | 17.10.1989                            | LA                                    | 218                                   | 790                                   | San Fernando Handball                 |
| 03                                    | Federico Pizarro                      | 07.09.1986                            | RR                                    | 252                                   | 825                                   | Rebi Balonmano Cuenca                 |
| 04                                    | Nicolás Bono                          | 16.08.1997                            | RM                                    | 24                                    | 43                                    | Istres Provence Handball              |
| 05                                    | Pablo Vainstein                       | 18.07.1989                            | RR                                    | 141                                   | 128                                   | TM Benidorm                           |
| 06                                    | Diego Simonet                         | 26.12.1989                            | RM                                    | 137                                   | 429                                   | Montpellier Handball                  |
| 07                                    | Ignacio Pizarro                       | 08.02.1990                            | LA                                    | 94                                    | 307                                   | Rebi Balonmano Cuenca                 |
| 08                                    | Pablo Simonet                         | 04.05.1992                            | RM                                    | 150                                   | 332                                   | Ángel Ximénez Puente Genil            |
| 09                                    | Santiago Baronetto                    | 27.10.1992                            | RA                                    | 82                                    | 262                                   | EÓN Alicante                          |
| 11                                    | Lucas Moscariello                     | 19.02.1992                            | KM                                    | 106                                   | 223                                   | TM Benidorm                           |
| 14                                    | Andrés Moyano                         | 28.07.1996                            | RR                                    | 27                                    | 57                                    | BM Granollers                         |
| 15                                    | Guillermo Fischer                     | 18.07.1996                            | RL                                    | 57                                    | 51                                    | Club Balonmano Villa de Aranda        |
| 19                                    | Pedro Martínez Cami                   | 20.12.1999                            | RM                                    | 59                                    | 127                                   | Sporting Lissabon                     |
| 22                                    | Gastón Mouriño                        | 12.10.1994                            | KM                                    | 69                                    | 118                                   | CSM Constanța                         |
| 23                                    | James Lewis Parker                    | 09.06.1994                            | RL                                    | 41                                    | 75                                    | EÓN Alicante                          |
| 77                                    | Nicolás Bonanno                       | 18.11.1991                            | RL                                    | 93                                    | 67                                    | BM Nava                               |

Legende:
- TH=Torhüter
- LA=Linksaußen
- RL=Rückraum links
- RM=Rückraum Mitte
- RR=Rückraum rechts
- RA=Rechtsaußen
- KM=Kreisläufer

### Bisherige Trainer
| Zeitraum   | Nation      | Trainer            |
| ---------- | ----------- | ------------------ |
| 1971–?     | Argentinien | unbekannt          |
| 000?–1995  | Argentinien | Enrique Ménendez   |
| 1995–1997  | Kuba        | Roberto Casuso     |
| 1997–1999  | Argentinien | José María Márquez |
| 1999–2004  | Argentinien | Mauricio Torres    |
| 2004–2005  | Spanien     | Jordi Ribera       |
| 2005–2007  | Argentinien | Mauricio Torres    |
| 2007–2017  | Argentinien | Eduardo Gallardo   |
| 2017–2021  | Spanien     | Manolo Cadenas     |
| 2021–heute | Argentinien | Guillermo Milano   |

### Spielerrekorde
Aktive Spieler sind grün hinterlegt. Stand: 23. Juli 2023.

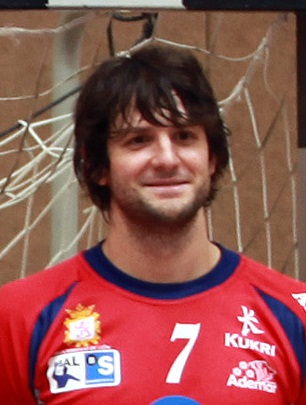
Gonzalo Carou

| Rang | Spieler                   | Spiele | Tore |
| ---- | ------------------------- | ------ | ---- |
| 1.   | Gonzalo Carou             | 270    | 250  |
| 2.   | Federico Pizarro          | 235    | 763  |
| 3.   | Matías Schulz             | 226    | 05   |
| 4.   | Andrés Kogovsek           | 222    | 470  |
| 5.   | Federico Gastón Fernández | 203    | 749  |
| 6.   | Federico Matías Vieyra    | 197    | 357  |
| 7.   | Sebastián Simonet         | 195    | 412  |
| 8.   | Fernando Gabriel García   | 191    | 06   |
| 9.   | Leonardo Facundo Querín   | 189    | 141  |
| 10.  | Pablo Sebastián Portela   | 151    | 085  |

| Rang | Spieler                   | Spiele | Tore |
| ---- | ------------------------- | ------ | ---- |
| 1.   | Federico Pizarro          | 235    | 763  |
| 2.   | Federico Gastón Fernández | 203    | 749  |
| 3.   | Andrés Kogovsek           | 222    | 470  |
| 4.   | Sebastián Simonet         | 195    | 412  |
| 5.   | Diego Simonet             | 125    | 394  |
| 6.   | Federico Matías Vieyra    | 197    | 357  |
| 7.   | Eric Gull                 | 137    | 349  |
| 8.   | Pablo Simonet             | 133    | 294  |
| 9.   | Gonzalo Carou             | 270    | 250  |
| 10.  | Ignacio Pizarro           | 077    | 246  |